# 佐特
佐特（法語：Zoteux，法語發音：[zɔtø]）是法国上法兰西大区加来海峡省的一个市镇，位于该省西部，属于蒙特勒伊区。

## 地理
佐特（50°36'38"N, 1°52'47"E）面积7.34 平方千米，位于法国上法蘭西大區加来海峡省，该省份为法国北部沿海省份，西北濒北海，南至索姆省，东临北部省。
与佐特接壤的市镇（或旧市镇、城区）包括：贝库尔、贝赞盖姆、布尔特、杜多维尔。

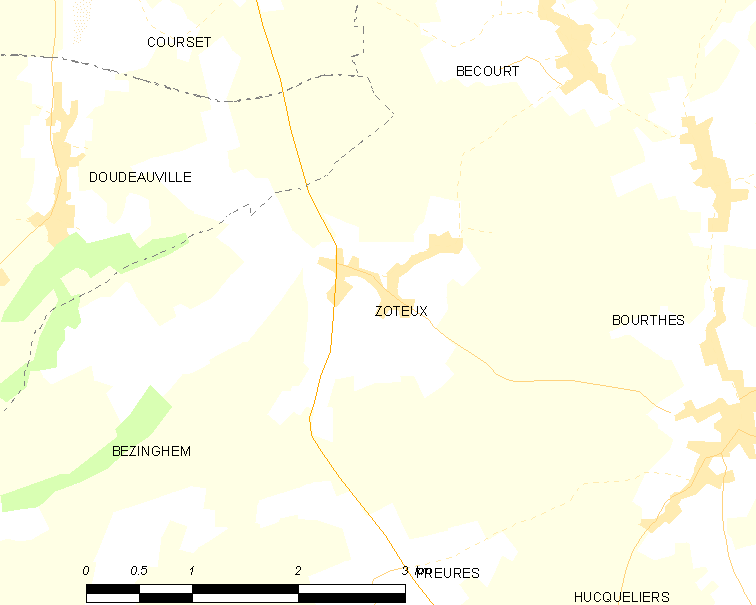
佐特的OSM定位图

佐特的时区为UTC+01:00、UTC+02:00（夏令时）。

## 行政
佐特的邮政编码为62650，INSEE市镇编码为62903。

## 政治
佐特所属的省级选区为兰布尔县。

## 人口

1962-2008年间佐特人口变化图示

佐特于2022年1月1日时的人口数量为588人。